# Cormac McCarthy
Cormac McCarthy (Rhode Island, 20 de julio de 1933-Santa Fe, Nuevo México, 13 de junio de 2023) fue un escritor estadounidense ganador del Premio Pulitzer de ficción por La carretera (2006) y del National Book Award por Todos los hermosos caballos (1992).
El crítico literario Harold Bloom lo ha distinguido como uno de los cuatro mayores novelistas estadounidenses de su tiempo, junto a Thomas Pynchon, Don DeLillo y Philip Roth. Se le comparó frecuentemente con William Faulkner y ocasionalmente con Herman Melville, aunque por la importancia del viaje y del río en su obra también se le podría emparentar con Mark Twain y, por la causticidad y precisión de su prosa, con Jim Thompson.

## Biografía
Cormac McCarthy fue hijo del abogado Charles Joseph y Gladys Christina McGrail McCarthy. En 1937 se trasladó con su familia a Knoxville (Tennessee), donde transcurrió su infancia. Llamado Charles por tradición paterna, cambió su nombre por el de Cormac, a semejanza del legendario Cormac mac Airt, uno de los más conocidos grandes reyes de Irlanda. Fue el mayor de tres hermanos varones, contando además con tres hermanas. Criado en la fe católica, en Knoxville estudió en la Knoxville Catholic High School. Su padre fue un abogado de éxito en la compañía de energía eléctrica Tennessee Valley Authority desde 1934 hasta 1967.
McCarthy cursó estudios de humanidades en la Universidad de Tennessee durante el período 1951-1952, sin llegar a graduarse. En 1953 ingresó en la Fuerza Aérea de los Estados Unidos, en la que permaneció durante cuatro años, dos de ellos destinado en Alaska, donde presentaba un programa radiofónico. En 1957 regresó a la Universidad de Tennessee. Durante ese período, que se prolongó hasta 1959, publicó dos historias (A Drowning Incident y Wake for Susan) en The Phoenix, revista literaria de la universidad, obteniendo el galardón Ingram-Merril para la creación literaria en 1959 y 1960.
En 1961 contrajo matrimonio con Lee Holleman, que había sido compañera de universidad, con quien tendría su primer hijo, Cullen. Abandonó los estudios sin graduarse, trasladándose con su familia a Chicago, donde escribió su primera novela. Regresó a Tennessee, a Sevier County, finalizando allí su matrimonio.
La primera novela de McCarthy, El guardián del vergel, fue publicada por la editorial Random House en 1965. Decidió enviar el manuscrito a Random House porque «era la única editorial de la que había oído hablar». En Random House, el manuscrito llegó hasta las manos de Albert Erskine, editor de William Faulkner hasta la muerte de este en 1962. Erskine continuaría editando a McCarthy durante los siguientes veinte años.
En el verano de 1965, antes de la publicación de su primera novela, utilizando los fondos de una beca de la Academia Estadounidense de las Artes y las Letras, McCarthy embarcó en el buque de línea Sylvania, con la intención de visitar Irlanda. Durante el trayecto conoció a la inglesa Anne DeLisle, que trabajaba en el barco como cantante, con quien contrajo matrimonio en Inglaterra en el año 1966. Ese mismo año obtuvo una nueva beca, esta vez de la Fundación Rockefeller, que utilizó para viajar con Anne por Europa (Francia, sur de Inglaterra, Suiza, Italia y España) antes de recalar en la isla de Ibiza, donde terminó su segunda novela, La oscuridad exterior. Posteriormente, en 1967, volvió a los Estados Unidos con su esposa, instalándose en una vivienda de alquiler en Rockford, Tennessee, cerca de Knoxville. La oscuridad exterior fue publicada en 1968 recibiendo, como su primera novela, críticas favorables.
En 1969 la pareja se trasladó a Louisville, Tennessee, donde compraron un granero que McCarthy reformó por completo personalmente. Allí escribió su siguiente obra, Hijo de Dios, de ambientación contemporánea, publicada en 1973 con críticas dispares. Al igual que su anterior novela, La oscuridad exterior, Hijo de Dios está ambientada en el sur de los Apalaches.
Durante el período 1974-75, McCarthy trabajó en el guion de la película The Gardener's Son (estrenada en junio de 1977), del director Richard Pearce.
En 1976 McCarthy y DeLisle se separaron sin descendencia, divorciándose cinco años después, y él se trasladó a El Paso (Texas). En 1979 se publicó finalmente su cuarta novela, Suttree, que había estado escribiendo de manera irregular durante veinte años.
Manteniéndose con el dinero de una nueva beca que recibió de la Fundación MacArthur en 1981, concluyó su siguiente obra, Meridiano de sangre, western apocalíptico ambientado en la década de 1840 que se desarrolla entre México y Texas, publicada en 1985.
Tras la jubilación de Albert Erskine, abandonó la editorial Random House y entró en Alfred A. Knopf. McCarthy finalmente recibió un amplio reconocimiento de público y crítica con la publicación en 1992 de su obra Todos los hermosos caballos, obteniendo el National Book Award, que fue seguida por En la frontera y Ciudades de la llanura, los tres volúmenes que componen la Trilogía de la frontera. En el verano de 1994, antes de la aparición del segundo volumen de la trilogía, se publicó su obra de teatro The Stonemason, escrita en la década de 1970, que narra las vicisitudes de tres generaciones de una familia negra en Kentucky.
En torno a la publicación de Ciudades de la llanura (1998), McCarthy contrajo matrimonio por tercera vez, en esta ocasión con Jennifer Winkley, con la que tuvo un hijo, John Francis.
Su siguiente novela, No es país para viejos, fue publicada en julio de 2005 por la editorial Alfred A. Knopf y ha sido llevada al cine por los hermanos Coen en el año 2007. La siguiente obra de McCarthy, La carretera, fue aclamada internacionalmente recibiendo el Premio Pulitzer. Fue publicada el mismo año que otra obra de teatro, The Sunset Limited, en 2006.
La famosa presentadora estadounidense de televisión Oprah Winfrey, eligió la novela La carretera para ser incluida en su afamado Book Club correspondiente al mes de abril de 2007. McCarthy aceptó ser entrevistado por ella en la que sería su primera entrevista emitida por televisión, que pudo ser vista en The Oprah Winfrey Show el 5 de junio de 2007. El programa fue grabado en la biblioteca del Instituto de Santa Fe; en él, McCarthy confesó que no conoce demasiados escritores y que prefiere la compañía de científicos. Durante la entrevista relató diversas historias que ilustraban el grado de “descarnada pobreza” que ha tenido que soportar durante su carrera de escritor. También habló de la experiencia que supone la paternidad a edad avanzada, y de cómo su hijo de ocho años ha supuesto su inspiración para escribir La carretera.
En 2012, vendió un guion original de su autoría, The Counselor, a Nick Wechsler, Paula Mae Schwartz, y Steve Schwartz, que previamente habían producido la adaptación cinematográfica de La carretera. El libreto, posteriormente, se transformó en una película homónima, dirigida por Ridley Scott, y protagonizada por Michael Fassbender, Penélope Cruz, Javier Bardem, Cameron Diaz y Brad Pitt. El rodaje finalizó en 2012, y el filme se estrenó el 25 de octubre de 2013, con una recepción crítica dividida.
McCarthy vivió sus últimos años en Tesuque, al norte de Santa Fe (estado de Nuevo México), con su esposa Jennifer Winkley y su hijo John. Protegió celosamente su intimidad y raramente concedió entrevistas. En una de las pocas que ha concedido (al New York Times), McCarthy fue descrito como un «gregario solitario», revelando que no simpatiza con autores que no «tratan las cuestiones de la vida y la muerte», citando a Henry James y Marcel Proust como ejemplos. «No los entiendo ―ha declarado―. En mi opinión, eso no es literatura».
McCarthy permaneció activo en la comunidad académica de Santa Fe y ocupó gran parte de su tiempo en el Instituto de Santa Fe, un organismo sin ánimo de lucro dedicado al estudio de los sistemas complejos, uno de cuyos fundadores era su amigo el físico Murray Gell-Mann.

## Obra

### Novelas
- El guardián del vergel (1965)
- La oscuridad exterior (1968)
- Hijo de Dios (1973)
- Suttree (1979)
- Meridiano de sangre (1985)
- Trilogía de la frontera (1992-1998):
  - I - Todos los hermosos caballos (1992), ganadora del National Book Award y National Book Critics Circle Award.
  - II - En la frontera (1994)
  - III - Ciudades de la llanura (1998)
- No es país para viejos (2005)
- La carretera (2006), ganadora del Premio Pulitzer de ficción.
- El pasajero (2022)
- Stella Maris (2022)

### Historias cortas
- Wake for Susan (1959)
- A Drowning Incident (1960)
- Dark Waters (1965)

### Guiones
- El hijo del jardinero (1976), película
- The Sunset Limited (2011), telefilme
- El consejero (2013), película

### Obras de teatro
- The Stonemason (1995)
- The Sunset Limited (2006)

## Adaptaciones cinematográficas
- The Gardener's Son (El hijo del jardinero), película para la televisión realizado por Richard Pearce en el año 1977.
- All the Pretty Horses (Todos los caballos bellos), ha sido llevada al cine por Billy Bob Thornton en el año 2000, protagonizada por Matt Damon y Penélope Cruz.
- No Country for Old Men (No es país para viejos), ha sido llevada al cine por Joel e Ethan Coen en el año 2007, protagonizada por Josh Brolin, Tommy Lee Jones, Javier Bardem y Woody Harrelson.
- The Road (La carretera), ha sido llevada al cine por John Hillcoat, protagonizada por Viggo Mortensen, Kodi Smit-McPhee, y Charlize Theron.
- The Sunset Limited, basada en la obra de teatro del mismo título, adaptada por el propio Cormac McCarthy y dirigida por Tommy Lee Jones en 2011, con Jones y Samuel L. Jackson como protagonistas.
- Outer Dark (La oscuridad exterior), ha sido grabada como cortometraje por Stephen Imwalle en el año 2008.
- Child of God (Hijo de Dios), ha sido llevada al cine por James Franco en el año 2013, protagonizada por Scott Haze, Tim Blake Nelson y James Franco.